# Gunilla Johansdatter
Gunilla Johansdatter Bielke (1568 — 1597) var datter af Johan Axelsson Bielke og Margareta Axelsdotter Posse. I 1585 blev hun gift med den svenske konge Johan 3., og hun var dronning af Sverige fra 1585 til 1592.